# 청란여자고등학교
청란여자고등학교(靑蘭女子高等學校)는 대한민국 대전광역시 중구 부사동에 있는 사립 고등학교이다.

## 학교 연혁
- 1962년 3월 7일 : 청란여자고등학교 설립인가(6학급)
- 1962년 4월 13일 : 초대 배숙자 교장 취임
- 1962년 4월 13일 : 고등학교 개교 (제1회 입학식)
- 1971년 3월 4일 : 부사동 현 교사로 이전
- 1975년 10월 18일 : 체육관 겸 강당 준공
- 1985년 5월 20일 : 생활관 준공
- 1999년 10월 10일 : 고등학교 학급증설(학년당 11학급)
- 2004년 9월 3일 : 추호상 이사장 취임
- 2022년 3월 1일 : 제9대 신계호 교장 취임
- 2024년 1월 4일 : 제60회 졸업식(총졸업생수 21,502명)
- 2024년 3월 1일 : 제63회 입학식

## 참고 자료
- 청란여자고등학교 - 한국교육학술정보원 학교알리미